# Ли, Шеннон
Шэннон Э́мери Ли Кислер (англ. Shannon Emery Lee Keasler, род. 19 апреля 1969 года) — американская актриса. Дочь актёра и мастера боевых искусств Брюса Ли и Линды Ли Кэдвелл, младшая сестра актёра Брэндона Ли.

## Биография
Шеннон Ли родилась 19 апреля 1969 года в Лос-Анджелесе, штат Калифорния и была вторым ребёнком в семье мастера боевых искусств Брюса Ли и его жены Линды. Шеннон и её семья жили в Гонконге с 1971 по 1973 годы, а затем, после трагической смерти отца, вернулись в США и жили в Сиэтле (Вашингтон) – на родине Линды, а затем — в Лос-Анджелесе. Шеннон росла в районе Роллинг-Хиллс (Калифорния).
Окончив в 1987 году среднюю школу Чадвик, Шеннон поступила в Тулейнский университет в Новом Орлеане, который окончила в 1991 году. В 1993 году, после трагической смерти брата на съёмочной площадке фильма "Ворон", Шеннон возвращается в Лос-Анджелес.
Автор книги «Будь водой, друг мой».

## Карьера
Актёрским дебютом для Шеннон стало появление в камео в биографическом фильме про её отца, Брюса Ли "Дракон: История жизни Брюса Ли", который вышел в 1993 году. Она продолжила актёрскую карьеру, снявшись в нескольких малобюджетных фильмах: «Высокое напряжение» (1997), «Входят орлы» (1998) и «Уроки для ассасина» (2001). Также она участвовала в телевизионном шоу «Китайский городовой» вместе с Саммо Хуном в 1998 году, а также сыграла в научно-фантастическом телевизионном фильме «Эпоха», который был впервые показан в США на канале Syfy Universal в 2000 году. Также участвовала в первом сезоне телевизионного шоу WMAC Masters.
В настоящее время Шеннон Ли возглавляет Фонд Брюса Ли. Кроме того, в 2003 году она принимала участие в записи альбома The Mechanical Forces of Love группы Medicine. Также она является исполнительницей песни I’m in the Mood for Love для фильма «Шанхайский связной» (2000). В 2008 году Шеннон Ли стала исполнительным продюсером телефильма «Легенда Брюса Ли», который рассказывает о жизни её отца.

## Личная жизнь
С 1994 года замужем за адвокатом Яном Кислером. У пары есть дочь Рэн (род. 2003).

## Фильмография
| Год  |    | Русское название               | Оригинальное название            | Роль                  |
| ---- | -- | ------------------------------ | -------------------------------- | --------------------- |
| 1993 | ф  | Дракон: История жизни Брюса Ли | Dragon: The Bruce Lee Story      | певица на вечеринке   |
| 1994 | ф  | Клетка 2                       | Cage II                          | Ми Ло                 |
| 1997 | ф  | Высокое напряжение             | High Voltage                     | Джейн Логан           |
| 1998 | ф  | Блэйд                          | Blade                            | постоянная жительница |
| 1998 | ф  | Входят орлы                    | Hun shen shi dan                 | Мэнди                 |
| 1998 | с  | Китайский городовой            | Martial Law                      | Ванесса Фэнг          |
| 2001 | тф | Эпоха                          | Epoch                            | Памела                |
| 2002 | ф  | Она, я и её                    | She Me and Her                   | Пола Джеймисон        |
| 2003 | ф  | Уроки для ассасина             | Lessons for an Assassin          | Фиона Леклер          |
| 2008 | с  | Легенда Брюса Ли (телесериал)  | —                                | продюсер              |
| 2012 | с  | —                              | The Mancode                      | в роли самой себя     |
| 2013 | с  | —                              | Unscripted                       | в роли самой себя     |
| 2019 | с  | Воин (телесериал)              | Warrior                          | продюсер              |
| 2024 | с  | Дом Ли (телесериал)            | Оригинальное название неизвестно | продюсер              |